# Hexatoma xanthopyga
Hexatoma xanthopyga är en tvåvingeart som först beskrevs av De Meijere 1914.  Hexatoma xanthopyga ingår i släktet Hexatoma och familjen småharkrankar. Inga underarter finns listade i Catalogue of Life.